# Назарену (Минас-Жерайс)
Назарену (порт. Nazareno) — муниципалитет в Бразилии, входит в штат Минас-Жерайс. Составная часть мезорегиона Кампу-дас-Вертентис. Входит в экономико-статистический микрорегион Сан-Жуан-дел-Рей. Население составляет 7476 человек на 2006 год. Занимает площадь 323,510 км². Плотность населения — 23,1 чел./км².

## История
Город основан 1 января 1954 года.

## Статистика
- Валовой внутренний продукт на 2003 год составляет 34 538 399,00 реалов (данные: Бразильский институт географии и статистики).
- Валовой внутренний продукт на душу населения на 2003 год составляет 4687,62 реалов (данные: Бразильский институт географии и статистики).
- Индекс развития человеческого потенциала на 2000 год составляет 0,726 (данные: Программа развития ООН).